# Arnières-sur-Iton
Arnières-sur-Iton is een gemeente in het Franse departement Eure (regio Normandië). De plaats maakt deel uit van het arrondissement Évreux. Arnières-sur-Iton telde op 1 januari 2022 1.651 inwoners.

## Geografie
De oppervlakte van Arnières-sur-Iton bedroeg op 1 januari 2022 12,19 vierkante kilometer; de bevolkingsdichtheid was toen 135,4 inwoners per km².

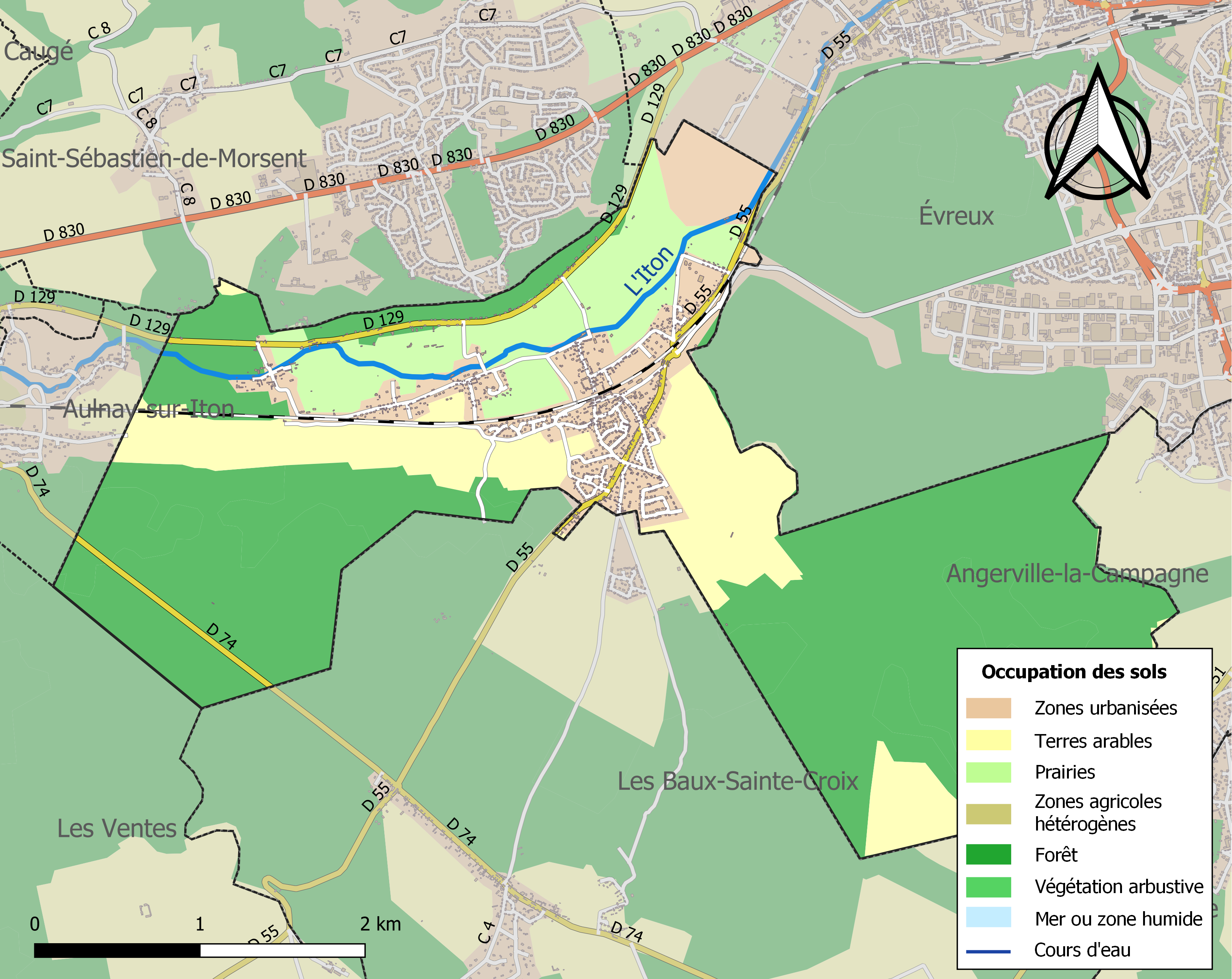
Kaart van de gemeente met belangrijkste infrastructuur, bodemgebruik en omliggende gemeenten

## Demografie
Onderstaande figuur toont het verloop van het inwonertal (bron: INSEE-tellingen).